# バクテリア・ウォーズ
『バクテリア・ウォーズ』(Osmosis Jones) は、ピーター・ファレリーとボビー・ファレリーが監督を務めた、ワーナー・ブラザースによる2001年公開の長編アニメーション映画。
後に『オジー&ドリックス』というタイトルでテレビアニメ化され、2002年から2004年まで放送された。

## あらすじ
動物園に勤務するフランクは妻を失ってからだらしない生活を送り続けていた。娘のシェーンは身体に良いことは何もしない父親の世話をするものの、完全に呆れていた。
そんな彼の身体の内部、通称“フランク・シティ”と呼ばれる彼の体内には自堕落なフランクを容認する市長が町を仕切っており、凶暴なウイルスのスラックスが街全体を破壊へ追い込もうと計画していた。そんな町の悪性ウイルスを一掃しようと“フランク警察”は懸命に働いていた。
そこで働くはみ出し刑事の白血球、オスモシス・ジョーンズはフランクが飲んだ風邪薬ドリックスと力を合わせ、“フランク・シティ”を侵略するウィルス退治に立ち上がる。だが、スラックスを退治するには、市長を避け、助手リーの協力を求めねばならない。

## キャスト
- フランク - ビル・マーレイ
- ボイド夫人 - モリー・シャノン
- オスモシス・ジョーンズ - クリス・ロック
- スラックス - ローレンス・フィッシュバーン
- ドリックス - デヴィッド・ハイド・ピアース
- リー - ブランディ・ノーウッド
- 市長 - ウィリアム・シャトナー
- トム - ロン・ハワード
- チーフ - ジョエル・シルバー